# Gran Premi de Mònaco del 1964
Resultats del Gran Premi de Mònaco de Fórmula 1 de la temporada 1964, disputat al circuit urbà de Montecarlo el 10 de maig del 1964.

## Resultats de la cursa
| Pos | No | Pilot               | Equip             | Voltes | Temps/ Retir.             | Pos. de sort. | Punts |
| --- | -- | ------------------- | ----------------- | ------ | ------------------------- | ------------- | ----- |
| 1   | 8  | Graham Hill         | BRM               | 100    | 2h 41' 19. 5              | 3             | 9     |
| 2   | 7  | Richie Ginther      | BRM               | 99     | + 1 Volta                 | 8             | 6     |
| 3   | 11 | Peter Arundell      | Lotus - Climax    | 97     | + 3 Voltes                | 6             | 4     |
| 4   | 12 | Jim Clark           | Lotus - Climax    | 96     | Motor                     | 1             | 3     |
| 5   | 19 | Jo Bonnier          | Cooper - Climax   | 96     | + 4 Voltes                | 11            | 2     |
| 6   | 18 | Mike Hailwood       | Lotus - BRM       | 96     | + 4 Voltes                | 15            | 1     |
| 7   | 16 | Bob Anderson        | Brabham - Climax  | 86     | Caixa canvi               | 12            |       |
| 8   | 24 | Jo Siffert          | Lotus - BRM       | 78     | + 22 Voltes               | 16            |       |
| 9   | 9  | Phil Hill           | Cooper - Climax   | 70     | Suspensions               | 9             |       |
| 10  | 20 | Lorenzo Bandini     | Ferrari           | 68     | Caixa canvi               | 7             |       |
| Ret | 6  | Dan Gurney          | Brabham - Climax  | 62     | Caixa canvi               | 5             |       |
| Ret | 4  | Maurice Trintignant | BRM               | 53     | Sobreescalfament          | 13            |       |
| Ret | 5  | Jack Brabham        | Brabham - Climax  | 29     | Injecció                  | 2             |       |
| Ret | 10 | Bruce McLaren       | Cooper - Climax   | 17     | Rodes                     | 10            |       |
| Ret | 21 | John Surtees        | Ferrari           | 15     | Caixa canvi               | 4             |       |
| Ret | 15 | Trevor Taylor       | BRP - BRM         | 8      | Pèrdua de combustible     | 14            |       |
| NVQ | 17 | Chris Amon          | Lotus - BRM       |        |                           |               |       |
| NVQ | 2  | Peter Revson        | Lotus - BRM       |        |                           |               |       |
| NVQ | 3  | Bernard Collomb     | Lotus - BRM       |        |                           |               |       |
| NVS | 14 | Innes Ireland       | Lotus - BRM       |        | Accident a les pràctiques |               |       |
| WD  | 1  | Andre Pilette       | Scirocco - Climax |        |                           |               |       |
| WD  | 22 | Giancarlo Baghetti  | BRM               |        | Cotxe no disponible       |               |       |
| WD  | 23 | Tony Maggs          | BRM               |        | Cotxe no disponible       |               |       |

## Altres
- Pole: Jim Clark 1' 34" 0
- Volta ràpida: Graham Hill 1' 33. 9 (a la volta 53)